# Yi Yuong
Yi Yuong (nascido em 1937) é um ex-ciclista olímpico cambojano. Representou sua nação nos Jogos Olímpicos de Verão de 1964, na prova de contrarrelógio (100 km).